# Angelica pseudoselinum
Angelica pseudoselinum är en flockblommig växtart som beskrevs av H.Boissieu. Angelica pseudoselinum ingår i släktet kvannar, och familjen flockblommiga växter. Inga underarter finns listade i Catalogue of Life.